# Eleccions generals espanyoles de 1996
Les eleccions generals espanyoles de 1996 se celebraren el 3 de març. El president del govern Felipe González del PSOE va perdre les eleccions a favor del Partit Popular, liderat per José María Aznar, tot i que amb majoria relativa.

## Votació d'investidura
El dissabte 4 de maig de 1996, el candidat del Partit Popular José María Aznar va ser investit President del Govern per majoria absoluta durant la primera votació. Convergència i Unió, el Partit Nacionalista Basc i Coalició Canària van donar suport a Aznar després de dos mesos de negociacions amb el Partit Popular, a qui van exigir, entre altres compromisos, l'eliminació del servei militar obligatori per donar el seu vot positiu a la investidura.
El pacte amb CiU es va conèixer com el Pacte del Majestic, i incloïa el desenvolupament del finançament autonòmic ja iniciat a l'etapa socialista i el traspàs de competències). Aquest pacte tenia també la seva contrapartida regional, ja que després de les eleccions de 1999 CiU no tenia majoria absoluta al Parlament, i va suposar el suport del PP de Catalunya. Aquest pacte va tenir conseqüències dràstiques per a la línia política del Partit Popular de Catalunya (PPC) i el seu líder, Aleix Vidal-Quadras, que va ser apartat de la presidència del PPC, presentaria la seva dimissió com a President d'aquest partit, complint-se els desitjos de Jordi Pujol d'apartar-lo de la vida política catalana.

## Resultats
| ← Eleccions generals espanyoles, 3 de març de 1996 → |           |       |        |      |
| Partit                                               | Vots      | %     | Escons | Dif. |
| Partit Popular (PP)                                  | 9,716,006 | 38.79 | 156    | +15  |
| Partit Socialista Obrer Espanyol (PSOE)              | 9,425,678 | 37.63 | 141    | -18  |
| Izquierda Unida (IU)                                 | 2,639,774 | 10.54 | 21     | +3   |
| Convergència i Unió (CiU)                            | 1,151,633 | 4.60  | 16     | -1   |
| Partit Nacionalista Basc (PNV)                       | 318,951   | 1.27  | 5      | =    |
| Coalició Canària (CC)                                | 220,418   | 0.88  | 4      | =    |
| Bloc Nacionalista Gallec (BNG)                       | 220,147   | 0.88  | 2      | +2   |
| Herri Batasuna (HB)                                  | 181,304   | 0.72  | 2      | =    |
| Esquerra Republicana de Catalunya (ERC)              | 167,641   | 0.67  | 1      | =    |
| Partit Andalusista (PA)                              | 134.800   | 0,54  | 0      | =    |
| Eusko Alkartasuna (EA)                               | 115,861   | 0.46  | 1      | =    |
| Unió Valenciana (UV)                                 | 91,465    | 0.37  | 1      | =    |
| Els Verds Europeus (LVE)                             | 61.685    | 0.25  |        |      |
| Chunta Aragonesista (ChA)                            | 49.379    | 0.2   |        |      |
| Unió Centrista (UC)                                  | 44.771    | 0.18  |        |      |
| UPV-Bloc Nacionalista                                | 26.777    | 0.11  |        |      |
| PSM-ENE                                              | 24.554    | 0.11  |        |      |
| Els Verds-Grup Verd                                  | 17.177    | 0.07  |        |      |
| Convergència de Demòcrates de Navarra (CDN)          | 17.020    | 0.07  |        |      |
| Partit Revolucionari dels Treballadors (PRT)         | 14.854    | 0.06  |        |      |
| Partit Comunista dels Pobles d'Espanya (PCPE)        | 14.513    | 0.06  |        |      |
| Partit Humanista                                     | 13.482    | 0.06  |        |      |
| Partit Asturianista (PAS)                            | 12.213    | 0.05  |        |      |
| Falange Española Auténtica                           | 12.114    | 0.05  |        |      |
| Unió del Poble Lleonès (UPL)                         | 12.049    | 0.05  |        |      |
| ICV-EHE                                              | 11.833    | 0.04  |        |      |
| Los Verdes de Madrid                                 | 8.483     | 0.03  |        |      |
| Coalición Extremeña                                  | 7.312     | 0.03  |        |      |
| Unió Mallorquina (UPL)                               | 6.943     | 0.03  |        |      |
| Tierra Comunera-Partido Nacionalista Castellano      | 6.206     | 0.02  |        |      |
| Partido Riojano                                      | 6.065     | 0.02  |        |      |
| Partit Ecologista de Catalunya                       | 4.305     | 0.01  |        |      |
| Unidad Regionalista de Castilla y León (URCL)        | 4.061     | 0.01  |        |      |
| Nación Andaluza                                      | 3.505     | 0.01  |        |      |
| Alianza por la Unidad Nacional                       | 3.397     | 0.01  |        |      |
| FREPIC-AWAÑAK                                        | 2.567     | 0.01  |        |      |
| Frente Popular Galega                                | 2.065     | 0.01  |        |      |
| Falange Española Independiente                       | 1.550     | 0.01  |        |      |
| Esquerra Nacionalista Valenciana                     | 1.023     | 0.0   |        |      |
| Partit del Bierzo                                    | 1.000     | 0.0   |        |      |
| Estado Nacional Europeo                              | 495       |       |        |      |

## Dades
- Cens electoral: 32.531.833
- Votants: 77,38%
- Abstenció: 22,62%
- Vots válids: 99,5%
- Vots nuls: 0,5%
- Vots a candidatures: 99,03%
- Vots blancs: 0,97%

## Diputats

### Catalunya

#### Barcelona
- Narcís Serra i Serra (PSC-PSOE)
- Josep Borrell i Fontelles (PSC-PSOE)
- Jordi Solé i Tura (PSC-PSOE)
- Mercè Aroz i Ibáñez (PSC-PSOE)
- Salvador Clotas i Cierco (PSC-PSOE)
- Joan Marcet i Morera (PSC-PSOE)
- Miquel Octavi Iceta i Llorens (PSC-PSOE)
- Jordi Marsal i Muntalà (PSC-PSOE)
- Anna Balletbò i Puig (PSC-PSOE)
- Jordi Pedret i Grenzner (PSC-PSOE)
- Isabel López i Chamosa (PSC-PSOE)
- Pere Jover i Presa (PSC-PSOE)
- Josep Corominas i Busqueta (PSC-PSOE)
- Joaquim Molins i Amat (CiU)
- Francesc Homs i Ferret (CiU)
- Carme Laura Gil i Miró (CiU)
- Josep Sánchez i Llibre (CiU)
- Lluís Miquel Recoder i Miralles (CiU)
- Carles Campuzano i Canadès (CiU)
- Ignasi Guardans i Cambó (CiU)
- Manuel Josep Silva i Sànchez (CiU)
- Carme Solsona i Piñol (CiU)
- Josep Maria Trias de Bes i Serra (Partit Popular)
- Jorge Fernández Díaz (Partit Popular)
- Guillermo Gortázar Echevarría (Partit Popular)
- Jorge Trías Sagnier (Partit Popular)
- Reyes Montseny Masip (Partit Popular)
- Manuel Milián Mestre (Partit Popular)
- Joan Saura i Laporta (Iniciativa per Catalunya)
- Mercè Rivadulla i Gràcia (Iniciativa per Catalunya)
- Pilar Rahola i Martínez (ERC)

#### Girona
- Josep López de Lerma i López (CiU)
- Zoila Riera i Ben (CiU)
- Mercè Amorós i Sans (CiU)
- Lluís Maria de Puig i Olivé (PSC-PSOE)
- Montserrat Palma i Muñoz (PSC-PSOE)

#### Lleida
- Ricard Burballa i Campabadal (CiU)
- Ramon Companys i Sanfeliu (CiU)
- Teresa Cunillera i Mestres (PSC-PSOE)
- Josep Ignasi Llorens i Torres (Partit Popular)

#### Tarragona
- Francesc Xavier Sabaté i Ibarz (PSC-PSOE)
- Lluís Miquel Pérez Segura (PSC-PSOE)
- Alfred Pérez de Tudela i Molina (PSC-PSOE)
- Salvador Sedó i Marsal (CiU)
- Joan Miquel Nadal i Malé (CiU)
- Francesc Ricomà de Castellarnau (Partit Popular)

### Comunitat Valenciana

#### Alacant
- Federico Trillo-Figueroa Martínez-Conde (Partit Popular)
- Enriqueta Seller Roca de Togores (Partit Popular)
- Pedro Solbes Mira (PSPV-PSOE)
- Isabel Díaz de la Lastra Barbadillo (Partit Popular)
- Antonio María Aragonés Lloret (Partit Popular)
- Josep Vicent Bevià Pastor (PSPV-PSOE)
- Alberto Javier Pérez Farré (PSPV-PSOE)
- Francisco Vicente Murcia Barceló (Partit Popular)
- Manuel Francisco Alcaraz Ramos (EUPV)
- Josep Sanus Tormo (PSPV-PSOE)
- Mª Luisa Bartolomé Núñez (PSPV-PSOE)

#### Castelló de la Plana
- Mª Carmen Pardo Raga (Partit Popular)
- Juan Costa Climent (Partit Popular)
- Juan José Ortiz Pérez (Partit Popular)
- Francisco Arnau Navarro (PSPV-PSOE)
- Olga Mulet Torres (PSPV-PSOE)

#### València
Sumari del 12 de març de 1996, Resultats de les eleccions del Congrés dels Diputats en València
| Partits                                     | Vots      | %     | Escons | Diputats |
| ------------------------------------------- | --------- | ----- | ------ | --- |
| Partit Popular (PP)                         | 607.914   | 42,03 | 7      | Francisco Camps Ortiz (Substituït per Fernando Coquillat Durán des del 24 de febrer del 1997), José Ramón Pascual Monzó, Eva María Amador Guillén, Ignacio Gil Lázaro, Gerardo Camps Devesa, Guillermo María Martínez Casañ, Vicente Antonio Martínez-Pujalte López. |
| Partit Socialista Obrer Espanyol (PSPV)     | 534.847   | 36,97 | 6      | Ciprià Císcar Casaban, Carmen Alborch Bataller, Joan Romero González (Substituït per Joan Ignasi Pla i Durà des del 12 d'abril del 1999), Margarita Pin Arboledas, Javier Paniagua Fuentes, Alfred Boix Pastor.                                                      |
| Esquerra Unida del País Valencià (EUPV)     | 174.807   | 12,09 | 2      | Ricardo Peralta Ortega, Presentación Urán González |
| Unió Valenciana (UV)                        | 81.350    | 5,62  | 1      | José María Chiquillo Barber |
| Unitat del Poble Valencià-Bloc Nacionalista | 16.850    | 1,16  | 0      | |
| Altres                                      | 19.447    | 1,30  | 0      | |
| Total                                       | 1.453.121 | 81,6  | 16     | |

### Illes Balears
- Albert Moragues Gomila (PSIB-PSOE)
- María Luisa Cava de Llano y Carrió (Partit Popular)
- Teresa Riera Madurell (PSIB-PSOE)
- Antoni Costa Costa (PSIB-PSOE)
- Eduardo Gamero Mir (Partit Popular)
- Cristóbal Juan Pons Franco (Partit Popular)
- Pedro Cantarero Verger (Partit Popular)

## Senadors

### Astúries
- Ángel Fernández Menéndez (Partit Popular)
- Rafael Fernández Álvarez (PSOE)
- Isidro Manuel Martínez Oblanca (Partit Popular)
- Juan Luís de la Vallina Velarde (PSOE)

### Catalunya

#### Barcelona
- Jordi Maragall i Noble (PSC-PSOE)
  - substituït per Joan Oliart i Pons
- Carme Virgili i Rodon (PSC-PSOE)
- Francesca Martín i Vigil (PSC-PSOE)
- Sixte Cambra i Sànchez (CiU)

#### Girona
- Arseni Gibert i Bosch (PSC-PSOE)
- Salvador Capdevila i Bas (CiU)
- Salvador Carrera i Comes (CiU)
- Joaquim Vidal i Perpiñà (CiU)

#### Lleida
- Josep Ramon Mòdol i Pifarré (PSC-PSOE)
- Joan Horaci Simó i Burgués (CiU)
  - substituït per Òscar March i Llanes
- Josep Varela i Serra (CiU)
- Jaume Cardona i Vila (CiU)

#### Tarragona
- Vicent Beguer i Oliveres (CiU)
- Helena Arribas i Esteve (PSC-PSOE)
- Ramon Aleu i Jornet (PSC-PSOE)
- Antonio Sánchez Lucas (PSC-PSOE)

### Comunitat Valenciana

#### Alacant
- Angel Antonio Franco Gutiez (PSPV-PSOE)
- Laura Martínez Berenguer (Partit Popular)
- María Inmaculada de España Moya (Partit Popular)
  - substituïda per Vicente Magro Servet
- Miguel Barceló Pérez (Partit Popular)

#### Castelló
- José Antonio Beltrán Miralles (PSPV-PSOE)
- Gabriel Elorriaga Fernández (Partit Popular)
- José María Escuín Monfort (Partit Popular)
- Miguel Prim Tomás (Partit Popular)

#### València
- Leopoldo Ortiz Climent (Partit Popular)
- Josefa Frau Ribes (PSPV-PSOE)
- Pedro Agramunt Font de Mora (Partit Popular)
- Esteban González Pons (Partit Popular)

### Illes Balears

#### Mallorca
- José Cañellas Fons (Partit Popular)
- Antoni Garcías Coll (PSIB-PSOE)
  - substituït per Ramon Antoni Socias Puig
- Jaume Font Barceló (Partit Popular)
  - substituït per José Manuel Ruiz Rivero

#### Menorca
- Bernardo Llompart Diaz (Partit Popular)
  - substituït per Lorenzo Cardona Seguí

#### Eivissa-Formentera
- Pilar Costa Serra (AE Eivissa i Formentera al Senat)
  - substituïda per Isidor Torres Cardona

### Euskadi

#### Àlaba
- Carlos María de Urquijo Valdivieso (Partit Popular)
  - substituït per José Manuel Barquero Vázquez
- Ramón Rabanera Rivacoba (Partit Popular)
  - substituït per Miguel Ángel Echevarría Daubagna
- Manuel María Uriarte Zulueta (Partit Popular)
- Francisco Javier Rojo García (PSE-PSOE)

#### Biscaia
- Pello Caballero Lasquibar (EAJ-PNB)
- Ramón Rubial Cavia (PSE-PSOE)
  - substituït per Jesús María Rodríguez Orrantía
- Jon Gangoiti Llaguno (EAJ-PNB)
- Ricardo Gatzagaetxebarría Bastida (EAJ-PNB)

#### Gipúscoa
- Mario Onaindia Natxiondo (PSE-EE)
- Xabier Albistur Marín (EAJ-PNB)
- Ana Isabel Oyarzábal Uriarte (PSE-EE)
- Coral Rodríguez Fouz (PSE-EE)

### Galícia

#### La Corunya
- Jesús Fernández Moreda (PSOE)
- Leopoldo Rubido Ramonde (PSOE)
- María do Carmo Piñeiro (Partit Popular)
- Álvaro Someso Salvadores (Partit Popular)

#### Lugo
- Francisco Cacharro Pardo (Partit Popular)
- Manuel Varela Flores (PSOE)
- Julio Manuel Yebra-Pimentel Blanco (Partit Popular)
- César Aja Mariño (Partit Popular)

#### Ourense
- Antonio Rodríguez Rodríguez (PSOE)
- Jorge Bermello Fernández (Partit Popular)
- Manuel Prado López (Partit Popular)
- José Luis Baltar Pumar (Partit Popular)

#### Pontevedra
- José Manuel Chapela Seijo (Partit Popular)
- César José Mera Rodríguez (Partit Popular)
- Carlos Alberto González Príncipe (PSOE)
- Manuel Pérez Álvarez (Partit Popular)
  - substituït per Adriano Marqués de Magallanes

### Navarra
- Rosa López Garnica (Unió del Poble Navarrès)
- José Iribas Sánchez de Boado (Unió del Poble Navarrès)
- Pedro José Ardaiz Egüés (PSOE)
- José Ignacio López Borderías (Unió del Poble Navarrès)